# Lara Saint Paul
Lara Saint Paul, pseudonimo di Silvana Areggasc Savorelli (Asmara, 31 marzo 1945 – Casalecchio di Reno, 8 maggio 2018), è stata una cantante italiana, attiva dagli anni sessanta.

## Biografia
Nacque all'Asmara da padre romagnolo, un tecnico minerario, e da madre eritrea, una principessa di etnia amarica. A 12 anni si trasferì in Italia, a Fusignano (RA), cittadina originaria del padre.
Intrapresa la carriera di cantante, a soli 16 anni debuttò al Festival di Sanremo con il nome d'arte di Tanya, con la canzone I colori della felicità (1962). L'anno seguente conobbe il produttore discografico Pier Quinto Cariaggi, che sposò nel 1968 a New York alla presenza di testimoni come Louis Armstrong e Lionel Hampton.
Nel 1967, con il nuovo nome d'arte di Lara Saint Paul, partecipò al 15º Festival della canzone napoletana con il brano, scritto da Amato e Valleroni Te faje desiderà, eseguito in abbinamento con Anna German. Il grande successo arrivò sempre a Sanremo nel 1968, quando cantò abbinata a Louis Armstrong Mi va di cantare.
Sempre nel 1968, debuttò in televisione nel varietà Quelli della domenica, condotto da Paolo Villaggio sul Primo Canale. L'anno successivo lavorò invece con Raffaele Pisu nel programma La domenica è un'altra cosa.

### Gli anni 1970
Nel 1971 partecipa a Canzonissima con il brano Strano, scritto da Tony Cucchiara, che manca l'accesso alla fase successiva della gara. Nello stesso anno viene pubblicato un 33 giri in cui reinterpreta 16 delle 24 canzoni in gara al Festival di Sanremo 1971.

#### Il periodo Polydor
Nel 1972, ritorna al Festival di Sanremo con il brano Se non fosse fra queste mie braccia lo inventerei, arrivando in finale. Il pezzo viene eseguito con l'orchestra diretta da Bill Conti (che diventerà famoso per le colonne sonore di grandi successi cinematografici mondiali come Rocky, Fuga per la vittoria, Dynasty e Falcon Crest).
Esce quindi per la Polydor il 45 giri del brano, che vede nel retro il blues La forza di non piangere. Nei paesi dell'Est viene invece distribuito l'album Recital at the Festival the Golden Orpheus, dove Lara esegue classici come If I Couldn't Help Weeping, Hello, Lucia e Do Believe Me.

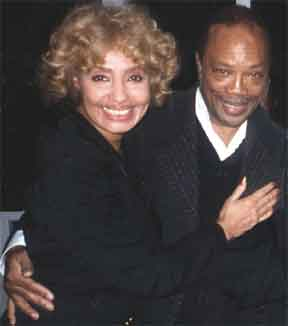
Lara Saint Paul e Quincy Jones

Nel 1973 giunge nuovamente in finale al Festival di Sanremo con il brano Una casa grande, scritto da Andrea Lo Vecchio (che soltanto pochi mesi dopo firmerà per Mina la hit E poi), su musica di Nereo Villa. Il 45 giri del brano presenta sul retro Quel che ho fatto io, canzone scritta da Paolo Limiti su musica di Bruno Pallini.

Il 1973 vede l'incontro artistico tra Lara Saint Paul e il celebre arrangiatore-direttore d'orchestra americano Quincy Jones, col quale registra il singolo Non preoccuparti/Adesso ricomincerei, con un'orchestra di musicisti italiani, tra cui Pino Presti al basso elettrico, Angel Pocho Gatti e Victor Bach al pianoforte e Tullio De Piscopo alla batteria. A tal proposito, sulla popolare rivista musicale Ciao 2001 venne pubblicata la seguente recensione di Fabrizio Cerqua:
"Un nuovo 45 giri di Lara Saint Paul che ce la presenta con una voce dolce e sussurrante messa in risalto dall'ottimo arrangiamento di Quincy Jones. Nella facciata A Non preoccuparti, che ci presenta Lara in una nuova veste che non avevamo sentito mai, con una maggiore determinazione e una sicurezza strabiliante. Sul retro Adesso ricomincerei che è la versione italiana di "I'd Do It Again" di Shel Shapiro. Anche in questo motivo Lara Saint Paul sembra avere trovato la giusta misura con i tempi attuali."
In autunno viene pubblicato l'omonimo 33 giri Lara Saint Paul, che contiene la più recente produzione a 45 giri della cantante, unitamente ad alcune cover, una delle quali viene scelta come singolo: Mi fai morir cantando, adattamento in italiano della celebre hit di Roberta Flack Killing Me Softly with His Song, proposto con successo anche da Marcella Bella e Ornella Vanoni nello stesso periodo.
Nel 1974 vede la luce il secondo album su etichetta Polydor, dal titolo Frammenti dal quale si segnalano, oltre alla title track che dà il titolo all'album, Rilassati e dimentica, Corpi, Pelle di donna e So, un brano per lunga parte solo strumentale.
Il brano È già domani, che apre la facciata A del 33 giri, era la cover di Thank You Early Bird di Jerry Butler e viene presentato per la prima volta al Midem di Cannes.
Dall'album verranno estratti due singoli: E già domani/La mia nave, e Rilassati e dimentica/Banco. L'album viene distribuito anche per il mercato brasiliano su etichetta Copacabana dove vengono distribuiti i 45 giri La mia nave/Potrei impazzire.
Nel settembre del 1975, terminato il rapporto con la Polydor, Lara pubblica il singolo Ciao amore/Dai vieni con noi su etichetta United Artist, che ottiene successo soprattutto in Giappone, dove viene pubblicato con un retro differente dal titolo Geloso di me.
Il 1976 è caratterizzato da un intenso tour negli Stati Uniti e in Sudamerica che vede Lara riprendere la promozione di Frammenti.
Nel 1977, Lara firma con la Ducale per la realizzazione del suo nuovo singolo Capirai, che nel retro presenta il brano Fermiamoci un momento, scritto da Fausto Leali in collaborazione con il marito Pier Quinto Cariaggi.
Nel luglio del 1978 posa senza veli per il mensile Playboy

#### Discografica di se stessa
Sempre nel 1977, supportata dal marito Pier Quinto Cariaggi, l'artista diventa discografica di sé stessa fondando l'etichetta Lasapa (dalle iniziali del suo nome d'arte), casa editrice e discografica.
Sul finire dello stesso anno, incide il 33 giri Saffo Music, interamente cantato in inglese, da cui viene estratto come primo singolo Come l'amore/Thank you scritto dalla stessa Lara.
L'album, arrangiato e prodotto da Leon Ware, che appena un anno prima aveva realizzato I want you di Marvin Gaye, si rivelerà un lavoro variegato, in cui si distinguono brani come So Good, costruita su un tappeto sonoro leggermente jazzato con un ritmo quasi disco; Thank you, I love loving you, dal sound disco; You know that I love you, in stile gospel, Voodoo Lady, quasi una suite strumentale senza ritornello, Give Me All Of You a metà tra funky e soul.
L'album viene promosso per tutto il 1978, non solo in Italia ma anche e all'estero, in particolare nei paesi del Sud America e Giappone.
Il brano Come l'amore, ottiene un grande successo in Venezuela dove, per questo motivo, darà il titolo alla stampa sudamericana dell'LP, mentre in n Giappone, l'album viene stampato su etichetta RCA con il titolo Like Love.
Per il mercato americano verrà distribuito anche il VHS Saffo Music Show, un live di Lara effettuato durante la promozione dell'album.
Nel 1979, sulla scia del boom de La febbre del sabato sera e della disco music che stava spopolando in quel periodo, Lara incide il 45 giri I feel so nice. Sempre nel 1979 viene distribuito anche il promo radiofonico Funky man.

### Gli anni '80
Nel 1981 esce sia in Italia che in Sud America il 45 giri Mamma, rilettura in chiave anni ottanta della famosa canzone di Beniamino Gigli, che nel retro contiene il brano reggae Dreaming in Jamaica. Il brano ottiene successo soprattutto in Argentina, dove viene pubblicato un singolo contenente Mamma e la versione spagnola di Dreaming in Jamaica. Nello stesso anno esce l'album Bravo, una raccolta di classici riletti in chiave moderna.
Tra le cover presenti nell'album si segnalano oltre alle già citate Mamma e Dreaming in Jamaica, Lady Rock (versione in spagnolo de La mia banda suona il rock di Ivano Fossati), Luna rossa, Hablame de amor Mariù (versione sempre in spagnolo del celebre successo del 1932 Parlami d'amore Mariù), e El mediterraneo, versione funky di Nel blu dipinto di blu. Sempre nel 1981 per il mercato estero viene distribuito il 45 giri The Woodpecker song/Don't be a baby.
Nel 1982, sull'onda del successo del progetto Bravo, vede la luce il 33 giri Bravo 2, distribuito sempre dalla Lasapa, una seconda raccolta di alcuni successi del passato riarrangiati e reinterpretati, con l'aggiunta dell'inedito California US, una ballata pop composta dalla stessa Lara.
Si segnala tra gli altri, il brano Ohi Maria, che nel 1995 verrà campionata dagli Articolo 31 vincendo a Un disco per l'estate di quell'anno, una versione disco di Romagna mia, una rivisitazione di Sempre di Gabriella Ferri e Golden Wings, una rivisitazione in chiave pop di Va, pensiero di Giuseppe Verdi.
Sempre nel 1982 incide la canzone L'amicizia è, che diviene la sigla di coda della manifestazione musicale L'Ambrogino d'oro trasmesso da Rai 2 in diretta da Milano, che vede Lara anche nelle vesti di conduttrice per due stagioni consecutive, nel 1984 e nel 1985.
Negli anni ottanta, oltre alla musica, Lara svolge attività di giornalista e designer.
Nel 1983 è una delle soubrette che lanciano in Italia il fenomeno dell'aerobica con una serie di videocassette e libri e dischi dedicati., pubblicando l'album Aerobic Dance, che vince il Disco d'Oro e un premio al Festival Internazionale di Tokyo.
Nel 1984 viene distribuito, sempre dalla Lasapa, l'album Bala Bala, un disco prettamente dance dove sono illustrati esercizi di aerobica a ritmo di musica, sul filone del precedente 33 giri.
Nel 1988 Lara conduce i collegamenti dal Casinò di Sanremo nell'edizione del Festival di Sanremo di quell'anno. 
Producendosi anche, durante la terza serata, nell'interpretazione di alcuni classici del passato, accompagnata al pianoforte dal maestro Memo Remigi.
Nello stesso anno viene distribuito a tiratura limitata il 45 giri Quick... Reaction satisfaction con sul retro il pezzo Singer man: entrambi i brani vengono firmati da Lara in collaborazione con Mark Harris, arrangiatore e compositore statunitense che a metà degli anni settanta aveva fatto parte dei Napoli Centrale (la band jazz fusion capitanata da James Senese) e aveva collaborato successivamente con artisti quali Al Jarreau e Randy Crawford.

### Gli anni '90
Nel 1992 torna alla musica con Lara Super special, un live con la direzione musicale di Gian Marco Gualandi con orchestra ritmico-sinfonica, che verrà trasmesso in televisione in diciotto paesi del mondo. Il programma ha ricevuto il premio speciale della critica televisiva.
Sempre come arrangiatore e pianista, Gualandi partecipa nel '92 alla tournée europea della cantante.
A tal proposito ecco la recensione di Mario Luzzatto Fegiz del 16 settembre 1992 in seguito al concerto di Lara tenutosi al Teatro Nuovo:
"Personaggio insolito, Lara Saint Paul: nel suo modo di cantare c' è il rigore della grande scuola americana. Timbrica e virtuosismi sono ineccepibili, l'intonazione è perfetta, l'accordo con l'orchestra totale. La Saint Paul domina i classici del repertorio internazionale con un mestiere che non è inferiore a quello di una Diana Ross. Ma queste sono doti che in Italia spesso una cantante deve farsi perdonare. Così mentre da noi la sua presenza in scena o nel mercato discografico è discontinua, all'estero le affidano le situazioni di maggior prestigio (gala, concerti nei casino), dove occorre un personaggio che artisticamente non faccia una grinza. Come ha dimostrato il recital tenuto l'altra sera al Nuovo, sponsorizzato dal Casinò di Campione (a beneficio della Somalia), la Saint Paul, accanto al mestiere, ha un'incredibile modestia. Ed è proprio questo suo modo di essere a far sì che fra i suoi ammiratori ci siano Bill Conti, Quincy Jones, Frank Sinatra. Al Nuovo la Saint Paul si è destreggiata con abilità fra classici come "My funny Valentine", "The man I love", "C'est si bon", chicche come "Amore amore amore" o la spumeggiante versione originale di "Ol' Mac Donald has a farm" (in italiano è "Nella vecchia fattoria"). Per i bis ha eseguito "Summertime" e "Memories". Successo calorosissimo per Lara e per l'ottima band di Juliano Cavicchi. La Saint Paul terrà quattro concerti in Turchia (Istanbul, Ankara e Antalia), al Casino di Cascais in Spagna, due ad Amsterdam, quindi il consueto tour annuale in Giappone e in Corea."
Nel 1995, realizza un documentario sulla vita artistica di Luciano Pavarotti con la collaborazione del marito, dal titolo The Best is Yet to Come.

### Gli anni 2000

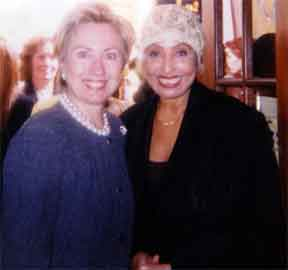
Lara Saint Paul con Hillary Clinton

Nel novembre 2002 Lara Saint Paul è ospite di Iva Zanicchi all'interno del programma Ed io tra di voi, dove interpreta alcuni brani del repertorio di Frank Sinatra.
Il 2 maggio 2007 è di nuovo ospite in uno spazio che la trasmissione Unomattina dedica a Frank Sinatra, su Rai 1.
Il 24 giugno 2008 partecipa a La notte della solidarietà al PalaSharp di Milano, un concerto di beneficenza a favore di Wopsec, un'organizzazione internazionale di medici e infermieri volontari con lo scopo di portare soccorso ai bambini poveri del mondo con affezioni chirurgiche, ma privi di assistenza sanitaria e ospedaliera e di svolgere attività di teaching, ossia di insegnamento specialistico ai medici locali.
Il 10 ottobre successivo è ospite del programma I migliori anni su Rai 1.
Il 14 aprile 2013, ospite di Lorella Cuccarini a Domenica in, racconta le difficili condizioni economiche e familiari verificatesi in seguito alla morte del marito, il produttore discografico e impresario teatrale Pier Quinto Cariaggi.
Il 30 aprile 2014 è ospite del programma condotto da Andrea Barbi negli studi di TRC, rete televisiva di Modena.
Il 1º dicembre dello stesso anno il Consiglio dei Ministri, su proposta della Presidenza, ha deliberato la concessione a Silvana Areggasc Savorelli (in arte Lara Saint Paul) dell'assegno straordinario vitalizio previsto dalla Legge 440 dell'8 agosto 1985 ("Legge Bacchelli").
Muore la mattina dell'8 maggio 2018, a 73 anni. Era malata da tempo ed era ricoverata nell'hospice di Casalecchio di Reno (Bologna).

## L'amicizia con "The Voice"
Lara Saint Paul è stata amica di Frank Sinatra per quasi 26 anni: nel 1986 fu suo marito a organizzare il ritorno di Sinatra in Italia, che proseguì nel 1987 per un intero tour.. Come lei stessa dichiarò: 
(Corriere della Sera, 16 maggio 1998)

## Discografia parziale

### Album
- 1968 - Lara Saint Paul (CDI, CALP 2045)
- 1971 - Il Festival di Sanremo 1971 (C.D.M., CDM 1001)
- 1972 - Recital at the Festival the Golden Orpheus
- 1973 - Lara Saint Paul (Polydor Records, 2448 018 A)
- 1973 - Лара Сен Пол (Балкантон – ВТА 1383), pubblicato in Bulgaria
- 1974 - Frammenti (Polydor Records, 2448 037 A)
- 1976 - Dove volano i gabbiani (Seven Seas, GP-446)
- 1977 - A Song, a Love (Балкантон – ВТА 1562), pubblicato in Bulgaria
- 1978 - Saffo Music (Lasapa, LSP 0078)
- 1981 - Bravo (Lasapa, LSP 85008)
- 1982 - Bravo 2 (Lasapa, 50LSP 85009)
- 1983 - Aerobic Dance (Lasapa, LSP 35013)
- 1984 - Bala Bala (Lasapa, 50 LSP 75015)
- 1993 - L'intramontabile follia in concert (Fonit Cetra, TCM 1008)
- 1995 - Mamma (President Records, PCOM 1141)
- xxxx - Лара Сен Пол (Балкантон – ВТА 1716), pubblicato in Bulgaria
- xxxx - Lara e i suoi successi (Lasapa, 50 LSP 85010)
- xxxx - The Sexy Voice of Lara Saint Paul (Replay Music Special, RSCD 8006)

### Apparizioni
- 1968 - San Remo 68 en español - Volumen 1 (Velvet, LP-1410), con il brano Me gusta cantar, pubblicato in Venezuela, Costa Rica e Perù
- 1991 - Amiche con Cristiano Malgioglio (Ricordi, SMRL 6432) con il brano Cavalcata
- 2003 - Cristiano Malgioglio canta Roberto Carlos (MBO, 3003344-2) con il brano Cavalcata

### Singoli
- 1961 - Miracolo/Tu puoi (The Red Record, 10174; inciso con il nome d'arte Tanya)
- 1962 - I colori della felicità/Il nostro amore (The Red Record, 10177; inciso con il nome d'arte Tanya)
- 1962 - Un colpo di fulmine/Calypso twist (The Red Record, 10211; inciso con il nome d'arte Tanya)
- 1962 - Un colpo di fulmine/Blues night (The Red Record, 10217; inciso con il nome d'arte Tanya)
- 1965 - L'hawaiana/Il tuo nome (Ciao!Ragazzi, CR. 01003; inciso con il nome d'arte Tanja)
- 1967 - Non lo so se tu mi vai/Tu non ci credi più (CDI, 2007)
- 1967 -  Te faje desidera'/Te faje desidera'[11] (CDI, 2008; con Anna German)
- 1967 - Il pieno/Il pieno[12] (CDI, 2015; con i Romans)
- 1967 - Fascination blues/Posso sbagliare (CDI, 2016)
- 1968 - Mi va di cantare/Domenica pomeriggio (CDI, 2018)
- 1968 - Il mio amore è lontano/The touch of a Kiss (CDI, 2020)
- 1968 - Non credere mai/Sono ancora qui (CDI, 2021)
- 1968 - Piango/Sono ancora qui (CDI, 2022)
- 1968 - Il pieno/Te faje desidera' (CDI, 2023)
- 1968 - Amore amore amore amore/Tu domani tornerai (CDI, 2024)
- 1968 - Come Butterfly/Il mondo che tu vuoi (CDI, 2025)
- 1969 - La canzone portafortuna/Non lo so (CDI, 2029)
- 1969 - Vivo cantando/Un grande amore (CDI, 2030)
- 1969 - Non lo so se tu mi vai/un grande amore (CDI, 2031)
- 1969 - Che vita pazza/Adoro la vita (CDI, 2032)
- 1969 - Summertime/Il mio amore è lontano (CDI, 2033)
- 1969 - Dove volano i gabbiani/I lost a word (CDI, 2037)
- 1970 - Le serenate del primo amore/Asciuga asciuga (CDI, 2039)
- 1971 - Strano/Dove volano i gabbiani (Roman Record Company, RN 040)
- 1972 - Se non fosse fra queste mie braccia, lo inventerei/La forza di non piangere (Polydor, 2060 030)
- 1973 - Una casa grande/Quel che ho fatto io (Polydor)
- 1973 - Non preoccuparti/Adesso ricomincerei (Polydor, 2060 056)
- 1973 - Mi fai morir cantando/Sciocca che sei (Polydor)
- 1974 - E già domani/La mia nave (Polydor)
- 1974 - Rilassati e dimentica/Banco (Polydor)
- 1975 - Ciao Amore/Dai vieni con noi (United Artists Records, UA 35860)
- 1976 - So/Tremendous Stars (Easy Tempo, MET 101 12; lato B inciso da Piero Piccioni)
- 1977 - Capirai/Fermiamoci un momento (Ducale, DUC 256)
- 1978 - Come l'amore/Thank you (Lasapa)
- 1979 - I feel so nice/I feel so nice remix (Lasapa)
- 1981 - The woodpecker song (Lasapa)
- 1981 - Mamma/Sonando for Jamaica (Lasapa)
- 1982 - California US (Lasapa)
- 1982 - L'amicizia/strumentale (Lasapa)
- 1983 - L'aerobica siamo noi/Don't Be A Baby (Lasapa)
- 1988 - Quick..reaction satisfaction/Singer man (Lasapa)

## Filmografia
- 2 mattacchioni al Moulin Rouge, accreditata come Tania, regia di Giuseppe Vari (1964)